# Pandanrejo (Pagak)
Pandanrejo is een bestuurslaag in het regentschap Malang van de provincie Oost-Java, Indonesië. Pandanrejo telt 2261 inwoners (volkstelling 2010).